# Bradley (Lincolnshire)
Bradley – wieś w Anglii, w hrabstwie ceremonialnym Lincolnshire, w dystrykcie (unitary authority) North East Lincolnshire. Leży 45 km na północny wschód od Lincoln i 227 km na północ od Londynu.